# Anthomyiopsis nigrisquamata
Anthomyiopsis nigrisquamata is een vliegensoort uit de familie van de sluipvliegen (Tachinidae). De wetenschappelijke naam van de soort is voor het eerst geldig gepubliceerd in 1838 door Johan Wilhelm Zetterstedt.